# 我々はロシアと共に
「我々はロシアと共に」（われわれはロシアとともに、ロシア語: Мы вместе с Россией, tr. My vmeste s Rossiyey）は、ロシア占領下のザポリージャ州でロシア当局の支援を受けて活動する親ロシア派対敵協力組織である。同組織は「統合運動」と自称している。この運動はザポリージャ地域のロシア連邦への加盟を積極的に提唱しており、ウクライナメディアによると、運動は占領されたウクライナの領土がロシアの一部となることに関する「住民投票」の準備に積極的に関与しているという。運動の活動は統一ロシア党と全ロシア人民戦線によって組織されている。
「我々はロシアと共に」は、ザポリージャ州を「保護」したロシア地域当局と積極的に協力している。運動の声明によると、運動は「必要な人道支援と医薬品をザポリージャ州に届け、通常の生活を取り戻すために経験豊富な労働者を派遣する」という。

## 歴史
2022年7月上旬、ザポリージャ州の軍民行政の主要評議会メンバーであるウラジーミル・ロゴフ（ウクライナ語名: ヴォロディーミル・ロゴウ）は、運動が形成され始めたと語った。ロゴフは「『我々はロシアと共に』に基づき、無関心ではない人々の参加が奨励される公開評議会が創設されるだろう」と述べた。

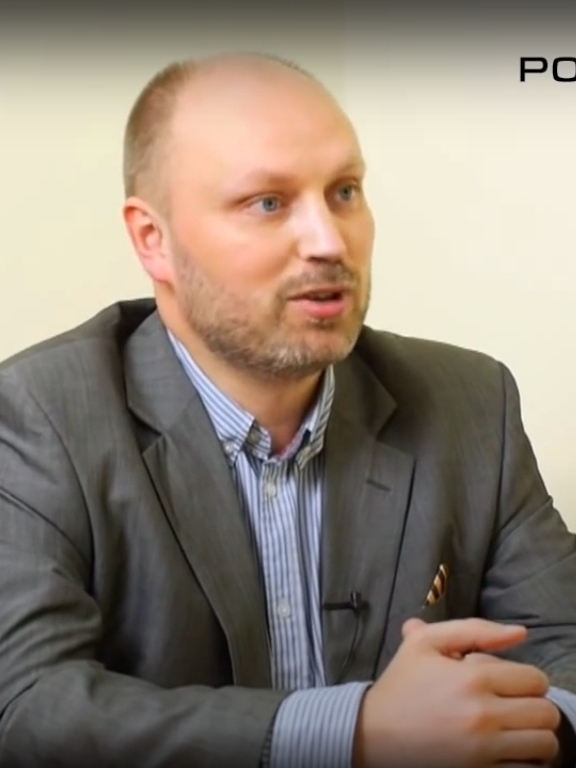
組織の指導者のウラジミール・ロゴフ

運動の最初の公的本部は2022年7月末に開設された。
7月17日、ロゴフは自身のテレグラムチャンネルに、ザポリージャ地域入口の新たな道路標識（地域名はロシア語表記で「我々はロシアと共に」のロゴが描かれている）の写真を投稿した。
7月30日、親ロシア派の対敵協力者は占領下のヘルソン州のヘルソン州立大学で「我々はロシアと共にある」フォーラムを開催し、フォーラムの結果、ヘルソン地域の公会議所の設立が決定し、「ロシアのヘルソン」宣言が採択された。ザポリージャの組織もこのフォーラムに参加した。
8月30日、運動によると、ベルジャーンシクの運動本部付近でパルチザンの攻撃が行われたという。
9月5日、運動によると、ウクライナの無人機2機がエネルホダルの組織本部を攻撃したという。
9月7日、運動の代表のウラジーミル・ロゴフは、「ザポリージャ州は11月4日にロシアに加盟する投票の実施に集中する」と述べた。住民投票のそのような日程は、統一ロシア事務総長のアンドレイ・ターチャクが以前に発表していた。
同日夕に、メリトポリの運動本部が爆破された。この爆発の事実は、ウクライナのメリトポリ市長イヴァン・フェドロフによって確認された。
2022年9月20日、運動はザポリージャ州の占領行政長官、エフゲニー・バリツキーに「ロシアへの加盟に関する住民投票」の実施を要請した。運動の議長であるウラジーミル・ロゴフによると、「議会の代表者は、これがザポリージャ地域の平和を永久に回復し、地域の発展に弾みをつけるだけでなく、民間人に対するウクライナ政権の攻撃を止めるだろうと述べた」という。